# Milo (Maine)
Milo es un pueblo ubicado en el condado de Piscataquis en el estado estadounidense de Maine. En el Censo de 2010 tenía una población de 2.340 habitantes y una densidad poblacional de 26,61 personas por km².

## Geografía
Milo se encuentra ubicado en las coordenadas 45°16′14″N 68°59′23″O / 45.27056, -68.98972. Según la Oficina del Censo de los Estados Unidos, Milo tiene una superficie total de 87.95 km², de la cual 85.41 km² corresponden a tierra firme y (2.88%) 2.54 km² es agua.

## Demografía
Según el censo de 2010, había 2.340 personas residiendo en Milo. La densidad de población era de 26,61 hab./km². De los 2.340 habitantes, Milo estaba compuesto por el 97.22% blancos, el 0.98% eran afroamericanos, el 0.38% eran amerindios, el 0.26% eran asiáticos, el 0% eran isleños del Pacífico, el 0.38% eran de otras razas y el 0.77% pertenecían a dos o más razas. Del total de la población el 0.9% eran hispanos o latinos de cualquier raza.